# 11875 Rhone
11875 Rhone este o planetă minoră (asteroid), cu un diametru de 22,222 km, din centura de asteroizi. A fost descoperită pe 28 decembrie 1989 la Observatorul din Haute-Provence de Eric Walter Elst și a fost numită după Râul Ron. 
Obiectul prezintă o orbită caracterizată de o semiaxă mare de 3,1689079 UAi, o excentricitate de 0,15, o înclinație de 15,06178 ° în raport cu ecliptica.